# الاختلافات الجنسية في الذكاء
كانت الاختلافات في الذكاء موضوع نقاش بين الباحثين والعلماء منذ فترة طويلة. ومع ظهور مفهوم الذكاء العام، فإن العديد من الباحثين لم يلحظوا أي اختلافات كبيرة بين الجنسين في معدل الذكاء العام وتعتمد وجهة النظر المقسمة بين هؤلاء الباحثين على المنهجية حيث وجدت إحدى الدراسات بعض المزايا للنساء في الحياة المتأخرة،  في حين وجدت الدراسة الأخرى أن مزايا الذكور في بعض الاختبارات المعرفية يتم تقليلها عند السيطرة على العوامل الاجتماعية والاقتصادية.
انتهت بعض الدراسات إلى أن هناك تباين أكبر في درجات الذكور مقارنة بدرجات الإناث، وهذا ما يجعل الذكور أكثر من الإناث في أعلى وأسفل معدلات الذكاء. الإضافة إلى ذلك، هناك اختلافات في قدرة الذكور والإناث في أداء مهام معينة، مثل دوران الكائنات في الفضاء، وغالبا ما تصنف على أنها القدرة المكانية.

## وجهات النظر التاريخية
قبل القرن العشرين، كان الرأي العام أن الرجال متفوقون فكريا على النساء. في عام 1801، قال توماس جيسبورن إن النساء يتناسبن بشكل طبيعي مع العمل المنزلي وليس المجالات الملائمة للرجال مثل السياسة أو العلم أو الأعمال التجارية. وذكر أن ذلك يرجع إلى أن المرأة لا تمتلك نفس المستوى من التفكير العقلاني الذي يمتلكه الرجل كما أن لديه قدرات متفوقة في المهارات المتصلة بدعم الأسرة.
عام 1875، قال هربرت سبنسر إن النساء غير قادرات على التفكير المجرد ولا يستطعن فهم قضايا العدالة، ولا يتمتعن إلا بالقدرة على فهم قضايا الرعاية. في عام 1925، ذكر سيغموند فرويد أيضا أن النساء أقل تطوراً أخلاقياً في مفهوم العدالة، وعلى عكس الرجال، كنّ أكثر تأثراً بالشعور من التفكير العقلاني. دراسات الدماغ الأولية قارنت الكتلة والحجوم بين الجنسين ووجدت أن النساء كانت أدنى من الناحية الفكرية لأن لديهنّ أدمغة أصغر وأخف وزناً. ويعتقد الكثيرون أن الفرق في الحجم يجعل النساء أكثر إثارة وعاطفية وحساسية، وبالتالي غير مناسبات للمشاركة السياسية.
في القرن التاسع عشر، كان المفهوم أن لدى الرجال والنساء ذكاء متساوٍ وكان يُنظر إليه الكثيرون كشرط مسبق لمنح حق التصويت. ليتا هولينجوورث جادلت بأن المرأة لكان لا يسمح لها بتحقيق مكانتها الكاملة، لأنها كانت تقتصر على أدوار تربية الأطفال والتدبير المنزلي.
خلال أوائل القرن العشرين، تحول الإجماع العلمي إلى الرأي القائل بأن الجنس لا يلعب دورا في الذكاء. وقد خلص عالم النفس لويس ماديسون تيرمان، في دراسته لعام 1916، إلى أن «ذكاء الفتيات، على الأقل حتى 14 سنة، لا يختلف جوهريا عن ذكاء الأولاد». غير أنه وجد «اختلافات ملحوظة نوعا ما» بشأن أقلية ممن أجري عليهم الاختبارات. على سبيل المثال، وجد أن الأولاد «أفضل بشكل كبير» في التفكير الحسابي، في حين كانت الفتيات «متفوقة» في الإجابة على أسئلة الفهم. واقترح أيضا أن التمييز أو الافتقار إلى الفرص أو مسؤوليات المرأة في الأمومة أو العوامل العاطفية ربما يكون سببها أن عددا قليلا من النساء لديهن وظائف في المجالات الفكرية.

## البحث الحالي حول الذكاء العام
ووفقا لتقرير عام 1994 من قبل الرابطة الأمريكية لعلم النفس، «تم بناء معظم الاختبارات المعيارية للذكاء بحيث لا توجد فروق في الدرجة الإجمالية بين الإناث والذكور». ومع ذلك، لا يعني وجود البند التفاضلي أن الباحثين يتخلصون من اختلافات المجموعة بسبب الاختلافات في القدرة، ولكن تتم إزالة بعض الأسئلة بسبب تحيز العنصر عند أداء المشاركين من مختلف المجموعات على الرغم من أن لديهم نفس المتغير الكامن. ومع ذلك، تم العثور على اختلافات في مجالات محددة مثل الرياضيات والتدابير اللفظية.
عندما تم تطوير اختبارات الذكاء الموحدة لأول مرة في أوائل القرن العشرين، كانت الفتيات عادة تسجل أعلى من الأولاد حتى سن 14 عاما، وفي ذلك الوقت انخفض منحنى الفتيات إلى أقل من ذلك بالنسبة للبنين. ومع تنقيح منهجية الاختبار، بذلت جهود لتحقيق المساواة بين الجنسين في الأداء.

### باحثون لصالح الذكور في معدل الذكاء لعام
كان هناك إجماع ساحق بأنه لا توجد اختلافات بين الجنسين في عامل الذكاء العام. ومع ذلك، طعن الباحث ريتشارد لين هذا الافتراض على أساسين:
1. أن الذكور لديهم حجم أكبر للدماغ نسبة إلى الجسم،
2. ليس هناك اختلافات في الجنس حتى سن 16 لأن الذكور لديهم نمو أبطأ في النضج.[27]

ووجد تحليل عام 2004 من قبل ريتشارد لين وبول إروينغ، نشر في عام 2005 حيث وجد أن متوسط معدل الذكاء للرجال تجاوز معدل النساء بنسبة تصل إلى 5 نقاط على مصفوفات ريفن المتتابعة. نوقشت نتائج لين في سلسلة مقالات في مجلة  نيتشر .

### باحثون لصالح الإناث في معدل الذكاء لعام
بخلاف اختبارات الذكاء المعتادة (اختبارات نسبة الذكاء) مثل اختبارات مصفوفات ريفن المتتابعة ومقياس وكسلر لذكاء البالغين فإن الباحثين اعتمدوا أيضا على اختبارات تتوغل أكثر في نظرية كاتل-هورن-كارول للذكاء المرتبط بالجنس.
على سبيل المثال، في دراسة عام 2008 قام بها الباحث تيموثي ز.كيث (Timothy Z. Keith) على 25 فحص فرعي ضمن اختبارات وودكوك-جونسون للقدرات الإدراكية وذلك بالتطبيق على 6,818 بالغ وطفل من سن 6 حتى 59 وجد فيها أن الإناث سجلن نقاط أعلى بمجال سرعة المعالجة الكامنة (العامل العام لمعدل السرعة أو السهولة في معالجة المعلومات) وتميز ضئيل للذكور في مجال الاستيعاب المعرفي الكامن (العامل العام لاستيعاب المعلومات) ونقاط أعلى للذكور في مجال التحليل والاستدلال المنطقي المعتمد على الرؤية المكانية (الحيزية أو الحيثية) الكامنة (العامل العام للرؤية المكانية) ونقاط أعلى للذكور في مجال التحليل الكمي الكامن (العامل العام للتحليل المنطقي للكميات).
وجد في تلك الدراسة أنه لا توجد أي فروق بين الجنسين بالنسبة للذاكرة طويلة الأمد الكامنة (العامل العام لقوة الذاكرة طويلة الأمد) أو الذاكرة قصيرة الأمد الكامنة (العامل العام لقوة الذكرة قصيرة الأمد) وكذلك بالنسبة للمعالجة السمعية (العامل العام لمعالجة الأصوات) وفي مجال الذكاء السائل والمتبلور (العامل العام للذكاء الانسيابي).
ومع ذلك فإن الفروقات في معدل الذكاء العام (عامل الذكاء العام) بين الجنسين لم تكن ثابتة في الأطفال وذلك بنسبة أعلى للإناث بقليل قي عامل الذكاء العام خلال مرحلة المراهقة ومعدل أعلى وثابت للإناث بالنسبة لعامل الذكاء الكامن خلال مرحلة البلوغ.
إن ما اكتشفته الدراسة قد أكد على نظرية لين في أن عملية النضج لدى الذكور تتم بشكل أبطئ ولكن لم تتكرر فيها النتائج القائلة بأن الذكور يملكون نسبة عامل ذكاء عام أعلى بعد سن 16.
مما أدى بالباحث تيموثي كيث إلى اقتراح أن الباحثين السابقين مثل لين اعتمدوا على نقاط التولد أو الانبثاق لحساب معدل عامل الذكاء العام وهو ماليس بدقيق وذلك انطلاقا من أن معظم نظريات الذكاء تعرف عامل الذكاء العام على أنه كامن متغير وليس متولد أو منبثق.
قام الباحث تيموثي ز.كيث بتكرار الاستنتاج لنفس النتائج مجددا في نفس السنة عندما قام بإجراء دراسة معتمدا على 3,025 شخص مشارك من سن 6 حتى 18 بنسبة أعلى للنساء في معدل عامل الذكاء العام الكامن بالنسبة لجميع الأعمار.
دراسة في عام 2005 قد نشرت في صحيفة سيكولجي (Psychology) وتمت في المدراس وجدت عدم وجود فروق بين الجنسين في الاختبارات الموحدة بالنسبة لعامل الإنجاز بخلاف ميزة متكررة بشكل ضئيل في الإناث بالنسبة للقراءة وأعلى بالنسبة للكتابة وسط عينة ممثلة بشكل قومي من 1,574 شخص مشارك من سن 6 إلى 21.

### باحثون في صف عدم وجود اختلافات بين الجنسين
في عام 2000، أجرى الباحثون روبرتو كولوم وفرانسيسكو أباد دراسة كبيرة علي 10، 475 من البالغين في خمس اختبارات للذكاء معتمدة علي القدرات العقلية الأولية ولم تجد اختلافات مهمة بين الجنسين. الاختبارات التي أجريت كانت على المفردات، والتناوب المكاني، الطلاقة اللفظية والاستدلال الاستقرائي. ووجد روبرتو كولوم في عام 2002 أن معدل الذكاء لدى الذكور كان أعلى ب 3.16 نقطة على مقياس ويشلر للذكاء (WAIS III)، ولكن لم يكن هناك فرق في عامل الذكاء العام، وبالتالي فقد أوضح بأن الاختلافات ترجع إلى عوامل غير عامل الذكاء العام مثل بعض العوامل الفردية من مجموعة لأخرى وخصوصية الاختبار. في وقت لاحق من ذلك العام في دراسة أخرى، خلص الباحثون أنفسهم إلى أن الاختلافات بين الجنسين على أساس اختبار ويشلر ترجع إلى العوامل الأولية أو بعض القدرات مثل الذاكرة العاملة والتنظيم الإدراكي الحسي وليس عامل الذكاء العام. في عام 2010، اقترحت الباحثة إميلي سافاج - ماكجلين أن النتائج غير المتناسقة في الاختلافات بين الجنسين ترجع إلى عينات الاختبار بدلا من العينات التي تمثل عامة السكان. بعد دراسة علي عينة ممثلة للصعيد الوطني من 926 مشاركا في المملكة المتحدة، لم يتم العثور على أي اختلاف في الجنس في اختبار مصفوفات ريفن المتتابعة.
بعيداً عن اختبارات الذكاء التقليدية مثل مصفوفات ريفن المتتابعة واختبار ويسلر، استخدم الباحثون أيضا اختبارات أخرى مثل نظرية كاتيل هورن كارول والتي تدرس العلاقة بين الذكاء ونوع الجنس. على سبيل المثال، دراسة أجرتها الباحثة في عام 2008 تيموثي كيث على 25 اختبارا فرعيا من اختبارات وودكوك جونسون للقدرات المعرفية، جنبا إلى جنب مع عينة من 6، 818 من البالغين والأطفال من سن 6 إلى 59، حيث وجد أن الإناث يحرزن أعلى مستوى في سرعة المعالجة، وميزة صغيرة للذكور في عامل الفهم المتغير على التفكير البصري المكاني وارتفاع عامل التفكير الكمي.
في عام 2007، أجرى جونسون وبوشار (2007) 40-60 اختباراً نفسياً وجدت أيضاً عدم وجود فروق بين الجنسين في عامل الذكاء العام إلا في العوامل المتبقية مثل القدرات اللفظية والتناوب العقلي. كما وجدت دراسة أخرى نشرت في «مجلة التقييم النفسي» أنه لا توجد أي اختلافات بين الجنسين في عامل الذكاء العام في عينة من 744 شخص من المشاركين أعمارهم من 5-85 سنة. دراسة عام 2015 نشرت في مجلة «علم النفس في المدارس» وجدت عدم وجود فروق بين الجنسين في اختبار موحد للإنجاز باستثناء ميزة الإناث الثابتة الصغيرة في القراءة والميزة النسائية الكبيرة في الكتابة بين عينة ممثلة وطنياً من 1574 مشاركاً أعمارهم من 6-21 سنة.

### النقاش والإنقسام بين الباحثين
أدت الأدبيات الحالية بشأن الاختلافات بين الجنسين إلى نتائج غير متناسقة تبعا لنوع الاختبار المستخدم. من بين الباحثين الذين أجروا دراسات حول الذكاء، هناك العديد من النقاط التي تشير إلى عدم وجود فروق جنسية في عامل الذكاء العام كان (جينسن 1998، كولوم، وغارسيا، وخوان-إسبونيزا & وأباد 2000، وكاماراتا ووودكوك 2006)، بينما وجد البعض فرقا لصالح الذكور (لين 1999، لين إيروينغ 2004، 2008)، ووجد البعض فرقا لصالح الإناث (كيث، ورينولدز، وباتل وريدلي 2006، ورينولدز، وكيث).

### الجمعية الأمريكية لعلم النفس
في استعراض عام 2012 من قبل الباحثين ريتشارد يوجين نيسبيت، وجوشوا أرونسون، وكلانسي بلير، وويليام ديكنز، وجيمين فلين، وديان ف. هالبرن وكلاريمونت إريك تورخيمي، والذين قاموا بدراسة تقرير آرثر جنسن لعام 1998 عن الاختلافات بين الجنسين في الذكاء. ولخصوا استنتاجاته كالآتي: «لم يتم العثور على أي دليل على الاختلافات بين الجنسين في متوسط مستوى الذكاء العام أو في تباينه. الذكور، في المتوسط، يتفوقون في بعض العوامل، والإناث يتفوقن في عوامل أخرى».
على الرغم من أن معظم الاختبارات أظهرت عدم وجود فرق، كان هناك بعض الدراسات والتي وجدت فرق. على سبيل المثال، وجدوا أن النساء أفضل في أداء القدرات اللفظية في حين أن الذكور يؤدون أفضل في القدرات البصرية. وقد وجد الذكور على وجه التحديد يتميزون في قدرات التصور المكاني، والإدراك المكاني، والتناوب العقلي.
وقد أفادت فينغولد (1992)، وهيدجيس ونويل (1995) أنه على الرغم من أن الفروق بين الجنسين متوسطة ومستقرة نسبيا، فمع مرور الوقت، كانت الفروق في درجات الاختبار للذكور أكبر عموما من تلك التي لدى الإناث. حيث وجد فينجولد أن الذكور كانوا أكثر تفوقاً علي الإناث في اختبارات التفكير الكمي، والتصور المكاني، والإملاء، والمعرفة العامة.

### الانتقادات
وقد نشر عالم النفس ستيف بلينكهورن انتقادا في مجلة  الطبيعة  ضد ريتشارد لين وبول إروينغ حيث أشار إلى وجود خلل حيث قاموا باستبعاد نتائج الدراسة من المكسيك والتي تمثل حوالي 45٪ من البيانات. وادعى أنه إذا لم يتم استبعاد هذه النتائج، فإنه لن يتم العثور على أي اختلافات جنسية. وأبرز الحاجة إلى تصميمات بحثية سليمة.

ووجدت دراسة أجريت عام 2008 من قبل إيرل هانت أن الاختلافات بين الجنسين في الاختبارات يمكن أن تنتج عن عوامل الاختيار، بحيث الفروق بين الجنسين هي فقط ممثلة لتلك التي تشارك فعلا في الدراسات. كما اعترض على أنه لا يمكن أن يكون هناك اختلافات فردية تدرس باستمرار، ولكن هذه الدراسات لن تكون ممثلة لعامة السكان خاصة إذا كان المشاركون يمثلون فقط طلاب الجامعات.

## العقل والذكاء
الاختلافات في فيسيولوجية الدماغ بين الجنسين لا تترتبط بالضرورة بالاختلافات في الفكر. وجدت دراسة أجريت في عام 2004 أن الرجال والنساء يحققون نتائج مماثلة في نسبة الذكاء مع مناطق الدماغ المختلفة، مما يشير إلى أنه لا توجد منطقة عصبية معينة وراء الذكاء العام وأن أنواع مختلفة من تصاميم الدماغ قد تظهر أداء فكرياً مماثل.
على الرغم من أن الرجال لديهم حجم أكبر من الدماغ، فإن النساء لديهم سمك أكبر للقشرة المخية، وتلافيف أكثر ومساحة قشرية أكبر والذي بدوره يعوض حجم الدماغ الصغير.
دراسة شبكات الدماغ للرجال والنساء وجدت أنه في العديد من الرسوم البيانية لنشاط الدماغ، فإن الإتصال الهيكلي عند النساء أفضل بكثير من الاتصال في الرجال.
دراسة أجريت عام 2012 من قبل الباحثين ميغيل بورغاليتا وريتشارد هاير، اعترضت وبددت الادعاءات السابقة بأن حجم الدماغ الأكبر يشير إلى عامل أكبر في معدل الذكاء للذكور عن الإناث. ووجد الباحثون أن الحجم الأكبر عند الذكور يرتبط بالقدرة المكانية والقدرة البصرية وليس مع عامل الذكاء العام.

## أداء العمليات الحسابية

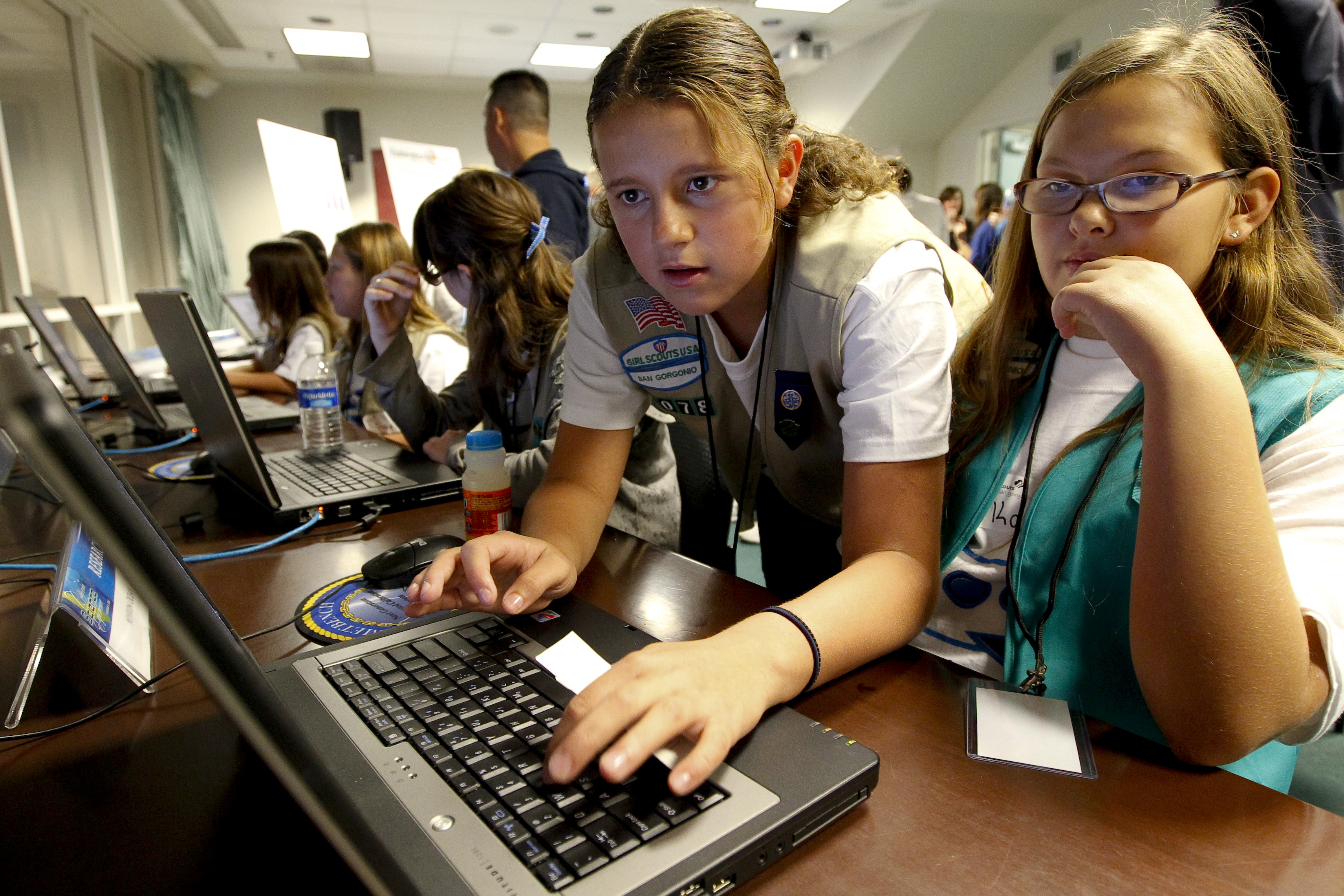
فتيات الكشافة في الولايات المتحدة.

وتظهر دراسات تمثيلية كبيرة للطلاب الأمريكيين أنه لا توجد فروق جنسية في الرياضيات قبل المدرسة الثانوية. وفي أثناء المرحلة الثانوية وبعدها، تظهر الفروق التاريخية بين الجنسين في أداء الرياضيات. هناك فرق في الأداء في الرياضيات في اختبار سات، وهذا الفرق لصالح الذكور، على الرغم من الاختلافات في مقاييس أداء الدورة الرياضية لصالح الإناث.
في دراسة أجرتها مؤسسة العلوم الوطنية في الولايات المتحدة عام 2008، وجد الباحثون أن «الفتيات يؤدين بنفس مستوي الفتيان في الاختبارات القياسية للرياضيات، وعلى الرغم أنه منذ 20 عاما كان الأولاد في المدارس الثانوية أفضل من الفتيات في الرياضيات، وجد الباحثون أن لم يعد هذا هو الحال، والسبب، كما قالوا، هو بسيط: الفتيات كن يحضرن عدد أقل من دورات الرياضيات المتقدمة من الأولاد، ولكن الآن أصبحن يأخذن مثل الأولاد أو أكثر.» غير أن الدراسة أشارت إلى أنه في حين أن الأولاد والبنات يؤدون بنفس المعدل في المتوسط، فإن الأولاد يكونون أكثر تمثيلا في الأداء الأفضل والأسوأ.
اقترح كلا من كيفر وسيكاكابتيوا أن مصدر انخفاض القدرات الحسابية لبعض النساء وخفض المثابرة في المجالات الرياضية هو القوالب النمطية القائمة على الجنس فيما يتعلق بالقدرة الرياضية. ويعتقد بعض علماء النفس أن العديد من الفروق التاريخية والحالية بين الجنسين في أداء الرياضيات قد تكون ذات صلة باحتمال الأولاد في الحصول على تشجيع الرياضيات من الفتيات. كان الآباء والأمهات، أكثر عرضة للنظر في الإنجاز الرياضي للابن كمهارة طبيعية في حين أن إنجاز الرياضيات للابنة فإن الأكثر احتمالاً أن ينظر إليها على أنها درست بجد لهذا الإنجاز.
وقد وجد في المقارنات بين البلدان أن هناك اختلافات كبيرة في الفروق بين الجنسين فيما يتعلق بدرجة التباين في القدرة الرياضية. في معظم الدول الذكور لديهم تباين أكبر. في عدد قليل من البلدان الإناث لديها تباين أكبر. ويرى هايد وميرتز أن الفتيان والفتيات يختلفون في تباين قدرتهم بسبب العوامل الاجتماعية والثقافية.

## القدرات الخاصة

رجل يلعب لعبة فيديو في مهرجان الفنون الإعلامية في اليابان

تظهر الدراسات ميزة الذكور في التناوب العقلي والتقييم الأفقي والرأسي وميزة الإناث في الذاكرة المكانية. الفرضية المقترحة هي أن الرجال والنساء طوروا قدرات عقلية مختلفة للتكيف مع أدوارهم المختلفة في المجتمع.
وقد أظهرت عدد من الدراسات أن النساء يميلن إلى الاعتماد أكثر على المعلومات البصرية من الرجال في عدد من المهام المكانية المتعلقة بالإدراك البصري. ومع ذلك، وجد أن «الاعتماد البصري» يظهر في مهام محددة وليس سمة عامة في المعالجة المكانية التي تختلف بين الجنسين. وهنا تشير الفرضية البديلة إلى أن الاعتماد المرئي في الإناث لا يعمم على جميع جوانب المعالجة المكانية ولكن ربما يعزى إلى الاختلافات الخاصة بالمهام في كيفية معالجة العقول الذكورية والإناثية للمعلومات المكانية متعددة الحواس.
ويتأثر الأداء في مجال التناوب العقلي والمهام المكانية المماثلة بتوقعات الجنسين. تجارب مثل لعب ألعاب الفيديو أيضا تزيد قدرة الشخص على الدوران العقلي. وأظهرت دراسة من جامعة تورنتو أن الاختلافات في القدرات تقل بعد لعب ألعاب الفيديو التي تتطلب عمليات التناوب العقلي المعقدة. وأظهرت التجربة أن لعب مثل هذه الألعاب يخلق مكاسب أكبر في الإدراك المكاني في الإناث أكثر من الذكور. ومع ذلك، لا يزال المشاركون الذكور متفوقين على المشاركات الإناث قبل وبعد التدريب. وجدت العديد من الدراسات وجود ارتباطات إيجابية بين مستويات هرمون التستوستيرون في الذكور الأصحاء ومقاييس القدرة المكانية. ومع ذلك، فإن العلاقة معقدة.
وقد أجريت دراسة لمقارنة العلاقة بين القدرة على الدوران العقلي والفرق بين الجنسين، وتحديدا في قسم الرياضيات سات. الاختلافات المعرفية بين الجنسين واضحة وقد أثبتت نتائج ميزة للذكور في بعض المجالات الرياضية عبر الثقافات. هذه الفروق بين الجنسين وجدت إلى حد كبير في الهندسة. لوحظت اختلافات أصغر في البلدان ذات الطلاب الأقل تحصيلا في الرياضيات والتي منها الولايات المتحدة. مور وسميث يقولان إن في الولايات المتحدة، تتفوق الطالبات المتعلمات تعليما ضعيفا على أقرانهم من الذكور، ولكن مع زيادة مستوى التعليم، تظهر ميزة الذكور في الرياضيات.

## اختبار التفكير المعرفي
القدرة على تطبيق التحليل (بدلا من اتخاذ قرارات بديهية) يرتبط، ولكن يختلف عن معدل الذكاء. في اختبار التفكير المعرفي،  والتي تتكون من «أسئلة خداعة» حيث الإجابة البديهية خاطئة، وسجلت النساء في المتوسط 1.03، في حين سجل الرجال 1.47.

## الاختلافات الجنسية في الأكاديميين
ووجد تحليل عام 2014 للفوارق بين الجنسين في الإنجاز الدراسي والذي نشر في مجلة "النشرة النفسية" "أن الإناث تفوقن على الذكور في العلامات المدرسية المخصصة للمدرسين في جميع المراحل الابتدائية والمتوسطة والصغيرة والمرحلة الجامعية والدراسات العليا. ووجدت الدراسة التي تضم 1.5 مليون طفل بعمر 15 سنة أن التفوق كان للإناث في مجالات القراءة والرياضيات والعلوم كان أفضل وأداء أفضل في 70٪ من البلدان المشاركة، بما في ذلك العديد من الفجوات السلبية في المساواة الجتماعية والاقتصادية والمساواة.

## الآثار الذاتية للحسابات العلمية للاختلافات بين الجنسين
المطالبات من البحث العلمي بشأن الاختلافات بين الجنسين في الذكاء، وبشكل مستقل تماما عن صحتها العلمية، يمكن أن تكون لها آثار ذاتية الإعمال، وبالتالي فإنها تحافظ على الفروق بين الجنسين التي تسعى إلى شرحها. ويوصف هذا المفهوم أيضا ب «آثار الحلقات» أو «آثار التغذية المرتدة في الإدراك والثقافة»، حيث يؤدي الفهم السببي لفئة اجتماعية معينة إلى تغيير طبيعة المجموعة ذاتها، مما يؤدي إلى مزيد من التغيير في الظاهرة قيد التحقيق. الاقتراحات التي تقدم في المجالات العامة أن الاختلافات بين الجنسين في الإنجاز في العلوم والرياضيات أو الفلسفة يمكن تفسيرها من خلال الاختلافات الدماغية الفطرية والتي يمكن أن يكون لها آثار نفسية هامة. ووجد هاملام وزملاؤه أن التركيز على الأسباب البيولوجية للاختلافات بين الجنسين في الذكاء حتمية وثابتة.
وبعيدا عن الأوساط الأكاديمية، كان تأييد التفسيرات البيولوجية للاختلافات بين الجنسين في الذكاء مرتبطا بمفهوم العصر الحديث (التحيز الجنسي). وقد وجد مورتون وزملاؤه في أبحاثهم حول نظرية النوع الاجتماعي أن الناس يظهروا ادعاءات علمية بأن الذكور والإناث من الصعب أن يكونوا مختلفين بالمقارنة مع أولئك الذين قالوا إن مثل هذه الأفكار قيد النقاش، وأعربوا عن اتفاق على أن المجتمع يعامل المرأة بإنصاف. بالإضافة إلى ذلك، أصبح المشاركون الذكور أكثر تأييدا للتمييز الجنسي في العمل بعد قراءة الحقائق العلمية. وتشير بحوث أخرى إلى أن تحويل التركيز من العوامل البيولوجية إلى المساهمين في البيئة من السلوك يمكن أن يقلل من تأييد الهرمية الجنسية.
كما هو الحال مع أي عمل علمي، فإن الإدعاءات حول الاختلافات بين الجنسين في الدماغ وعلاقتها بالسلوك تخضع للنقاش. ويمكن أن يستهدف البحث المستقبلي استكشاف المزيد من الآثار المترتبة علي المجتمع من الإيمات بالاختلافات الجنسية وكيفية عكس الآثار السلبية. وتبين البحوث الحالية أن الاعتقاد في مثل هذه الادعاءات يزيد من التحيز الجنسي في تقييم الآخرين والآثار العكسية ضد الإناث الذين ينتهكون المعايير الجنسية.

## عسر القراءة
عسر القراءة هو إعاقة التعلم والتي تؤثر علي الطلاقة أو دقة الفهم عند الشخص. ويرتبط سبب هذا العجز بخلل في وظيفة وتشريح الدماغ. وقد ظهر خلل في المادة الرمادية في الذين يعانون من عسر القراءة عند استخدام التصوير بالرنين المغناطيسي.